# Tyrin Turner
Tyrin Turner (* 13. Juli 1971) ist ein US-amerikanischer Schauspieler. Er wurde bekannt durch die Darstellung des Caine „Kaydee“ Lawson, der Hauptrolle in dem 1993 gedrehten Film Menace II Society.

## Leben und Karriere
Tyrin Turner, der afroamerikanischer Herkunft ist, begann seine Karriere 1989 als 18-Jähriger mit einem Auftritt im Musikvideo zu Janet Jacksons Rhythm Nation und einer kleinen Nebenrolle im Film Judgement, der bereits das Thema der Jugendgangs aufgreift, das für Turners weitere Rollen maßgeblich blieb. 1992 spielte er in Jenseits der weißen Linie einen Drogendealer, ehe ihm 1993 in Menace II Society in der Rolle des Caine der große Durchbruch gelang. Die Darstellung des Jugendlichen aus dem Ghetto von Watts in Los Angeles, wo er zum Dealer wird, Autos klaut und an mehreren Morden beteiligt ist, galt den Kritikern als schockierend realistisch und brachte Turner eine Nominierung für den Independent Spirit Awards als bester Schauspieler ein.
Turner war in den 1990er Jahren in einer Reihe von Fernsehserien zu sehen, so in Echt super, Mr. Cooper, CBS Schoolbreak Special, Fallen Angels, Chicago Hope und New York Undercover. Als Filmschauspieler folgten eine Reihe kleinerer Rollen: In Panther, einem Film von Mario Van Peebles über die Geschichte der Black Panther, spielte er Cy, ein junges Mitglied der Black Panther, der Judge, einen schwarzen Vietnamveteranen und Hauptfigur des Films, in die Bewegung einführt, die sich immer weiter radikalisiert. Im Action-Film Soldier Boyz spielte er einen von 6 Strafgefangenen, die in einen Militäreinsatz nach Vietnam geschickt werden. In Belly stellt er erneut einen Drogendealer, Rico, dar. Auch in dem jüngsten Film, in dem er auftrat, A Day in the Life, geht es wieder um die Geschichte einer schwarzen Ghetto-Gang.
Außerdem spielte er die Rolle des „Walt“ in der Sport-Dokumentation Michael Jordans Playground.
Als Hip-Hop-Musiker hatte Turner ab 1995 Gastauftritte bei Cypress Hill, den Geto Boys und Scarface.
Tyrin Turner ist mit Amina Garner verheiratet und hat zwei Kinder, Shamya und Raheem.

## Filmografie (Auswahl)
- 1989: Judgement
- 1992: Jenseits der weißen Linie (Deep Cover)
- 1993: Menace II Society
- 1995: What About Your Friends
- 1995: Panther
- 1995: Soldier Boyz
- 1997: The Method
- 1997: Little Boy Blue
- 1998: Belly
- 2001: Crime Partners 2000
- 2001: Flossin
- 2001: So High (How High)
- 2007: The Black Man’s Guide to Understanding Black Women
- 2009: A Day in the Life
- 2010: Ghetto Stories
- 2020: Fatale
- 2021: The House Next Door: Meet the Blacks 2

## Diskografie
- 1995: Illusions (Cypress Hill)
- 1998: Dawn 2 Dusk (Geto Boys feat. DMG, Caine & Yukmouth)
- 1998: Menace Niggas Never Die (Scarface feat. Menace Clan & Caine)